# Ichthuskerk (Zoetermeer)
De Ichthuskerk is een protestantse kerk in Seghwaert in Zoetermeer. De kerk is ontworpen door architecten Verdonk & Huurman en gebouwd in 1981.

## Gebruik
Het gebouw is in gebruik bij de Protestantse Wijkgemeente Zoetermeer-Noord. Deze gemeente is ontstaan uit twee kerkgemeenschappen, de Hervormde Gemeente en de Gereformeerde Kerk van Zoetermeer. De daaronder vallende hervormde wijkgemeente Ichthuskerk-West, de gereformeerde wijkgemeenten Buytenwegh de Leyens en Seghwaert-Noordhove-Oosterheem zijn daarin samengegaan.